# Рихта (Кам'янець-Подільський район)
Ри́хта (до середини XVII століття — Новосі́лка, пол. Rychta, пол. Rychty Humiecki) — село Кам'янець-Подільського району Хмельницької області. Входить до складу Кам'янець-Подільської міської громади. Розкинулось на обох берегах річки Жванчик. Село лежить у межах національного природного парку «Подільські Товтри».

## Назва
До середини XVII століття село мало назву Новосілка. Войцех Гумецький перейменував Новосілку на Рихту. Перший раз назву Рихти зафіксовано 1664 року. В Польщі тоді було чимало сіл, котрі називались Рихтами, то село назвали Рихти Гумецькі.

## Географія
Поселення було розташоване на високому скелястому березі р. Жванчик і являло собою зручне місцеположення для укріплення. Гумецький збудував невеликий замок і село стало гніздом та родовим маєтком роду Гумецьких, котрі протягом півтора століття жили та існували на Поділлі.

### Клімат
Рихта знаходяться в межах вологого континентального клімату із теплим літом, але діяльність людини призводить до поганих змін та глобального потепління.

## Історія

Герб Лянцкоронських Задора

На північній околиці села, на правому березі річки Жванчик Лянцкоронські 1507 року спорудили укріплений замок. Про дату його заснування засвідчив напис на кам'яній таблиці, знайденій під час пізнішої реставрації однієї із замкових будівель.
У середині XVI ст. селом володів пан Радецький, потім пани Лянцкоронські. В 1596 (чи 1569) році Ельжбета Лянцкоронська продала Новосілку з іншими маєтками Войцеху Гумецькому — стольнику подільському і писарю гродському кам'янецькому.
Під час турецького господарювання на Поділлі 1672—1699 роках в стайнях рихтецького замку утримувались турецькі коні, що належали до кам'янецького гарнізону. Лани та поля навколо с. Рихта, над р. Кізя, слугували місцем випасу коней турецької кінноти.
В 1699 році після того, як турки залишили Кам'янець, Рихту отримав син Войцеха Гумецького Стефан (1660—1736 рр.), котрий з 1698 до 1715 року був полковником королівської артилерії, з 1706 до 1736 (день смерті) був подільським воєводою та дипломатом. І хоча воєвода Стефан Гумецький мав значні маєтки в Польщі, в різних місцях він мав 8 містечок та 74 села, по воєводствах Краківському, Сандомирському, Белзькому, Руському, Люблінському та Подільському. На Поділлі йому належало 3 містечка та 14 сіл, які становили 3 ключа: Соколецький, Солобківський та Тиннинський. Але більш за всі маєтки він любив Рихти — своє родове гніздо на неспокійному пограниччі. І тому саме в Рихті Стефан Гумецький і мешкав надалі. Він розбудував заново замок, побудувавши більші стіни та башти, і в одній з башт влаштував костел. Удосконалив систему сухих оборонних ровів, бастіони та вали. Лицар корони польської Стефан Гумецький помер 28 травня 1736 року і був похований у Львові.
Після смерті С. Гумецького, згідно із заповітом, його маєтки поділили між двома синами, на дві частини. Старшому сину Ігнацію він відписав Тинну, Тернаву, Томаківку та маєтки в Проскурові (Хмельницькому). Молодшому Юзефу — Соколець, Зелені Кирилівці, Борсуки, Нагоряни, Рихти та Слобідку.
Дітей у двох братів не було і тому по смерті їх величезні маєтки родини Гумецьких роздробились, і Рихту отримала у спадок Малаховська, їх племінниця. Яка точно Малаховська стала власницею нам не відомо. Вона була дочкою Ізабелли Гумецької, дочки С. Гумецького, (1730—1783 рр.) та Яна Малаховського (1698—1762 рр.). Потім вона продала село Яну Тшецеському пол. Jan Trzecieski (1772—1842 рр.) (тут в 1820 році у нього було 285 чоловік).
Є запис про напад турків, переважаючими силами, на Рихтецький замок в 1762 році. Напад було зроблено хотинською залогою під керівництвом Кара-Ахмета. Комендантом замку тоді був Осинський, може то з переляку, може довірившись на запевнення турків про недоторканність, він надав дозвіл про вступ ворогів до замку. Однак турки, увірвавшись усередину, все пограбували а мешканців замку побили. Загинуло під час нападу 54 людини. А Осинського з родиною було відправлено до Хотина. Потім, за допомогою Потоцького, його було відпущено. Його син повернувся після 20 років турецької неволі.
В 1815 Рихта перейшла до Плонських. З 1848 до Рихта належала Константину Підвисоцькому.

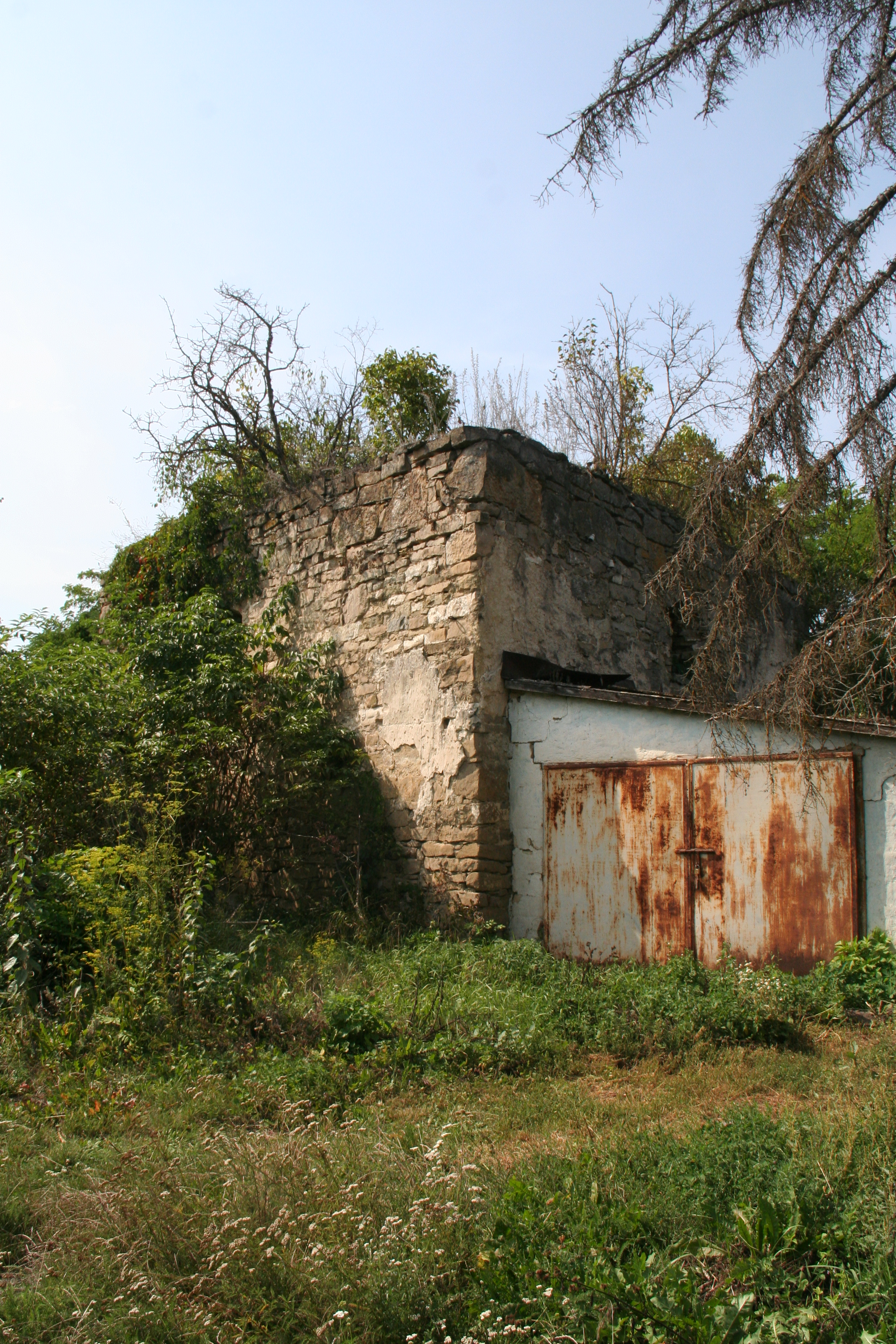
Залишки однієї з веж Рихтівського замку, серп.2019

В 1845 році (за іншими даними в 1815 р.) частину Рихти та Слобідку-Рихтецьку придбав пан Францішек Плонський (пол. Franciszek Plonski). У 1848 році Рихтою заволодів князь, володар м. Стеблів, Герман Головинський (Herman Holowinski) (1788 — 1852). Потім вже шляхом спадщини ця частина Рихти перейшла до чоловіка його доньки Анни Головинської, зятя Костянтина Подвисоцького (пол. Konstanty Podwysocki) (1810—1868 рр.), знаного митця та колекціонера старовини, також критика та історика.
Ймовірно, що під час панування Головинських-Подвисоцьких в XIX ст. було розібрано замкові мури і побудовано новий палац, який зображено на малюнку Наполеона Орди (1871—1873 рр.). Поруч із палацом було закладено парк, який також не зберігся.
Потім Рихта перейшла дочці К. Подвисоцького Емілії (пол. Emilia Podwysocka) (12.05.1838-24.12.1869).
На початку ХХ століття, коли палац належав земству в ньому була влаштована лікарня. Найбільших руйнувань комплекс зазнав під час Другої Світової Війни коли палац було знищено і перетворено на руїни.
Інша частина Рихти, що на лівому березі Жванчика, була продана паном Тржецьким панові Белинському (Bielinski), потім село переходило Галицьким (Hanicki), Левицьким (Lewicki), Бахталовським (Bachtalowski) і врешті відійшло до пана Калініна. Рожаловські та Калінін були останніми власниками Рихти та Слобідки-Рихтівської.
Є такі відомості щодо розподілу землі в Рихті на 1895 рік. Землями в Рихті та Слобідці-Рихтівській володіли: з 1868 року Рожаловські (Rożałowski) та пані Шавловська 1443 дес. (467 дес. лісу), Д. С. Калінін (Рихта ур. Пашева) 457 дес. (112 дес. лісу), Вуїк селян. 5 дес., громада селян 250 дес., церква 41 десятин. Подвір'їв 168, селян 838 чол.
Колишній орган місцевого самоуправління — Рихтівська сільська рада.

## Рихтівська Церква Євангельських Християн-Баптистів
У березні 1918 року до млина молоти борошно приїхали віруючі брати з Великого Карапчієва. Зібралася велика черга на питлювання, а так, як вони були здалля Рудий Прохор, що був завідуючим млином узяв їх до себе до дому, щоб вони дочекались своєї черги. Жили вони у нього біля двох неділь. Протягом цього часу брати читали Євангелію і дружина Прохора, яку звали Марфа повірила в Христа. Повірили також троє братів Марфи і її мама. Руда Марфа запрошувала рихтян до свого дому, щоб послухати Слово Боже, що читали приїжджі брати. Коли брати виїжали, то залишили в подарунок у домі Марфи Біблію з якою вона ходила до тих хто її запрошував в Рихті, щоб разом читати Боже Слово. Також до млина приїжджали віруючі брати із села Шустівці Лука і Пилип, вони теж проповідували Слово Боже і мали спілкування з родиною Рудих.
Руда Марфа постійно організувала зустрічі в Рихті для читання Біблії, теж до села для євангелізації і організації євангельської громади приїжджали віруючі з сіл Шустівці і Великого Карабчієва.

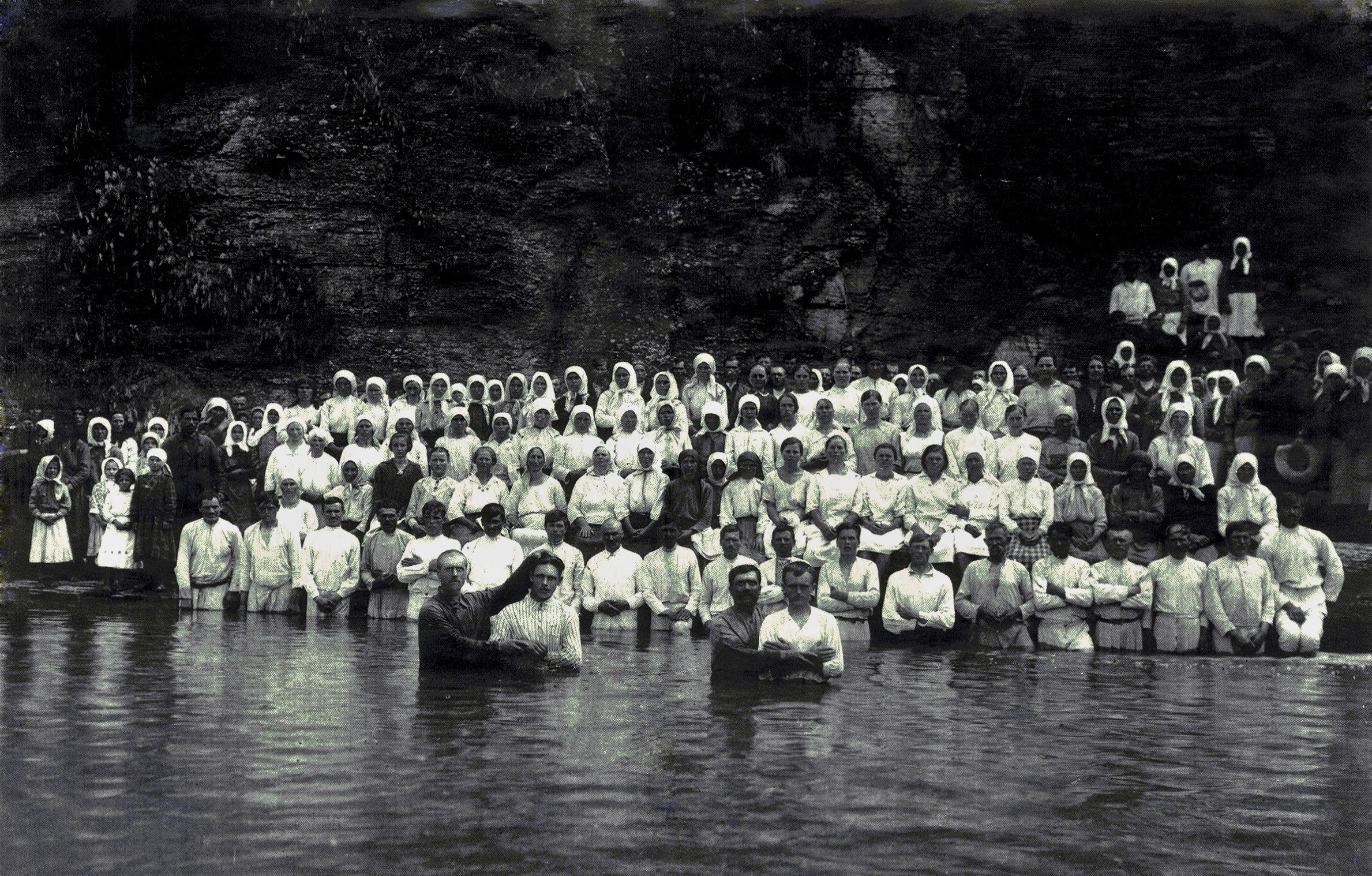
Хрещення на р. Жванчик в с. Рихта 1922 р.

У липні 1922 року відбулося перше хрещення біля скали (Кінська яма) на річці Жванчик, а потім у серпні і друге. Цей рік вважається роком заснування церкви Євангельських Християн-Баптистів в селі Рихта. Церква налічувала того року 23 члена.
Одні з тих, хто приймали хрещення того року були Романюк Оля, Петришина Марія, Руда Марфа. В 1930 році хрестились Халайцан Тимофій, Бойчук Ганя, Хмельовський Ілько, Хмильовська Фросина.
Першим пресвітором в церкві ЄХБ в Рихті був Петришин Іван (в народі Янко) 1891 року народження. У 1932 році був заарештований радянською владою, але через місяць звільнений, а у 1937 році був звинувачений у контрреволюційній діяльності і розстріляний 1938 року. Після нього пресвітором був Василь з Великого Карабчієва, був заарештований за німецької окупації і помер в ув‘язнені в Кам‘янці. Потім пресвітерське служіння ніс Смаглий Василь із Кам‘янця-Подільського. У ті роки допомагали у служіння Халайцан Леонтій, Рябий Андрій, Ревурко Олекса, Халайцан Тимофій, Хмильовський Ілько, Рудий Григорій.
Через перешкоди радянської влади віруючі не мали постійного дому молитви, а збирались малими групами по своїх домах. В 70-х роках віруючі почали постійно збиратись у домі Рудої Марфи і на сьогодні тут дім молитви.
Згодом Андрікевич Данило Михайлович рукоположив на пресвітерське служіння Халайцана Тимофія і він ніс служіння до 80-х років. Далі пресвітерське служіння несли Рудий Григорій, Гаврилюк Петро Дем'янович, Каспров Микола Євгенович, Стрільчук Микола Матвійович, Волошин Валентин Гаврилович і на сьогоднішній день пресвітерське служіння звершує Гвіздун Михайло Олександрович.

## Церква Кузьми та Дем'яна
Церква Кузьми та Дем'яна в Рихті в 17 ст. була греко-католицькою в ім'я Св. безсеребреників Кузьми та Дем'яна. В першій половині 17 ст. споруда церкви була невелика, дерев'яна, спочатку з трьома куполами, а потім з одним (1758 р.) Побудована вона була місцевим священиком Марком Чернишом (але в якому точно році — про то невідомо; відомо тільки, що М.Черниш був священиком в Рихті в період 1711—1742 рр.).
В 1740 році було в Рихті 80 прихожан, в 1748 році — 93, в 1758 році — 100.
В 1766 році було побудовано нову дерев'яну споруду церкви з трьома куполами.
В 1790 році в церкві налічувалось 492 прихожани, що були на сповіді та 120 прихожан, які не були на сповіді; дворів — 101.
Церква, що побудована в 1766 році та приєднана до православ'я в кінці 18 ст., згоріла в 1832 році.
В 1864 році, за рахунок прихожан та на гроші з казни (1500 царських руб.) була зведена нова кам'яна, з одним куполом, Кузьмо-Дем'янівська церква, разом з дзвіницею. В плані церква була хрестоподібною. В церкві була гарна ікона з зображенням Спасителя в терновому вінці. Саме ця ікона була пожертвувана церкві тодішнім поміщиком с. Рихти, паном Подвисоцьким. На церковному погості є хрест, споруджений селянам в знак звільнення від панської залежності. Церковний цвинтар знаходиться в ½ версти від церкви, серед панських полів.

## Рихтівський замок
Побудований за типом регулярних, прямокутних в плані з кутовими п'ятигранними баштами. На кінець XVI ст. північна башта була зруйнована та незабаром відновлена.
Під час панування турків у 1672—1699 роках замок була значно пошкоджено, але на початку XVIII ст. відновлено. Нині від замку залишилися тільки башти із залишками оборонних мурів. Краще збереглась пізня, північна башта. В плані вона прямокутна з стінами 9×10 м та з невиразно зрізаним південним кутом. Башта двоярусна, накрита невисоким дахом. Товщина кам'яних стін 1,5—1,65 м. Перший ярус перекрито коробковим склепінням, другий має плоске перекриття по балках. В першому та другому ярусах збереглись невеликі бійниці з розширювальними по обидва боки щоками. В західній стіні вбудований камін. Зовнішні стіни зберегли штукатурку.
На цій башті був сонячний годинник. Три інші башти належать до першого етапу побудови замку, п'ятигранні в плані з гострими кутами. На їх коротких боках, що виходили в подвір'я замку проходили дерев'яні галереї на консолях, по яких відбувався перехід між оборонними мурами. Вхід на другий ярус був по наріжним кам'яним сходам уздовж стін. Дахи були шатрові з ґонтовим перекриттям.
Рихтівський замок, чи власне кажучи сам панський маєток, в період 1848 — 1868 рр. був осередком літературного життя подільських поляків. Володар Рихти пан Головинський, а потім зять його пан Підвисоцький були великими шанувальниками науки та мистецтва. В їх маєтку перебувало чимало художників і літераторів. Є згадка про Міхала Грабовського; Юзефа Ігнація Крашевського (J.I.Kraszewski) — польського письменника, занесеного до Книги рекордів Гіннеса як найплодовитішого письменника (створив 232 романи у 455 томах); Олександра Верига-Даровського (Weryha Darowski) — теж талановитого письменника, та ін.
З особливою прискіпливістю збирали вони різноманітні картини, гравюри, рукописи та книги. Костянтин Підвисоцький був письменником, критиком, колекціонером, куратором гімназії в Кам'янці-Подільському. Він зібрав бібліотеку в 4 тисячі стародруків. Серед книг його бібліотеки було брестське видання Біблії (1568 року), миньковецькі видання. Цінними були рукописи-листи, рукописи спогадів, книги універсалів, 500 польських автографів, які пізніше передали до Ягеллонської бібліотеки в Кракові. Ще були урядові акти, родинні архіви давніх родів, історичні документи. Підвисоцький зібрав величезну бібліотеку стародруків і колекцію старожитностей. Але після смерті все мистецьке багатство розійшлось в різні руки, розгубилось. Зокрема, в основу створення відомого тритомника доктора Антонія Ролле «Замки подільські на молдавському прикордонні» була покладена колекція історичних документів з фамільного архіву Підвисоцького. За свідченням Ролле, більшу частину Рихтівської бібліотеки (налічувала понад 12 тисяч томів) і рукописів придбали пан Дзялинський із Курник та Ігель, букініст зі Львова. Колекцію гравюр теж придбав Дзялинський. Решта колекції (картини, портрети, збірки кераміки) розійшлися в різні руки.

## Стефан Гумецький

Герб Гумецьких

лицар, генерал коронної артилерії, кавалер ордена Білого Орла (1730 р.), в 1710 р. Сенатор, в 1720 р. Сенатор, в 1730 р. Сенатор, Коронний подстолій, полковник коронної артилерії, староста в м. Белз (1712 р.), староста в м. Вінниця (1731 р.), староста в м. Речиця, староста в м. Рава-Мазовецька (1704 р.), староста любичський, стольник Подільський, воєвода Подільський (1706 р.)
Герб Стефана Гумецького та с. Рихти Гумецької (пол. Junosza або альтернативна назва Agnus, Baran, Barany — Польський Військовий Герб, відомий з XIII ст., перший запис від 1335 року, з часів об'єднання Польщі та Литви. Під цим гербом об'єднались 328 шляхетних родів.) На гербі зображено срібного барана, що пасеться на траві в червоному полі.

## Легенди, діалект
Ще у 50-х р.р. ХХ століття місцеві жителі розповідали легенди, які записала Кам'янець-Подільська краєзнавець Т. А. Сис. У переданнях розповідалося про рихтівського пана, який використовував до своїх селянок «право першої ночі». Одна з легенд — драматична, у ній хлопець з Слобідки Рихтівської на ім'я Тиміш задля порятунку нареченої стає розбійником, головними антигероями виступають рихтівський пан та його економ Вікторко.
Друге передання — гумористичне, про те, як рихтівський панич замість молодої дівчини викрав її бабусю.
В цих народних переданнях зберіглися місцеві діалектні слова та вирази: зо мнов — замість зі мною, штукатурка — вигадлива, бідова жінка, оконом — економ, щезник — чорт, колія — черга, поснятити — взяти за звичку, стипи — смерть.

## Пам'ятки
- Залишки замкових веж

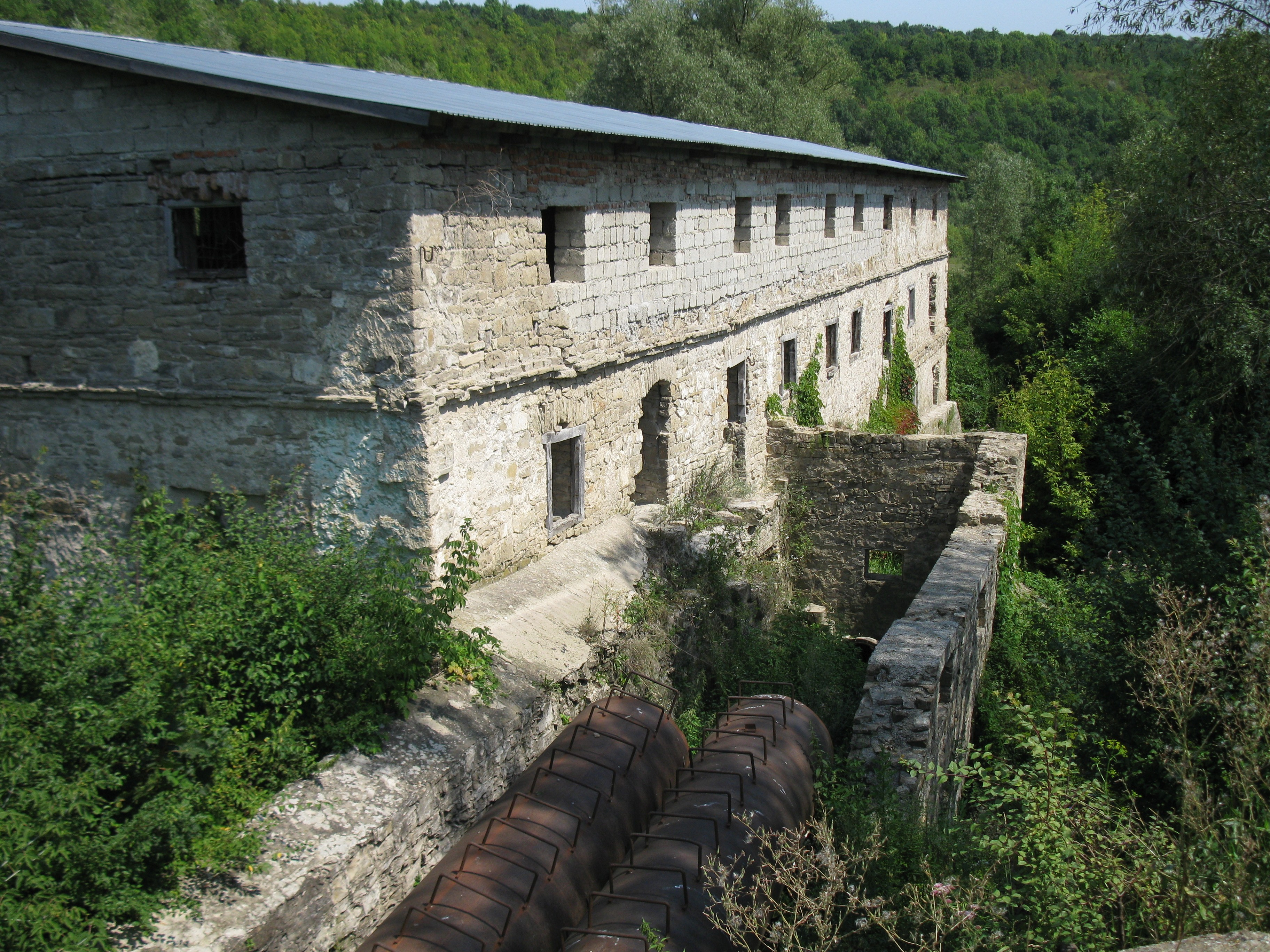
ГЕС на місці старого водяного млина

- Обидва береги р. Жванчик з'єднує старовинний кам'яний арковий міст. На камені дата 1834 р., може це рік побудови, а можливо й реконструкції, оновлення мосту.
- Зберігся старий водяний млин. Сьогодні тут ГЕС.
- Церква Козьми та Дем'яна.
- Пам'ятник жертвам голодомору.

## Відомі люди
- Коваль Сергій Васильович (1977—2021) — підполковник Збройних сил України, учасник російсько-української війни.
- Столяр Петро Єфремович — український радянський діяч, бригадир теслярів-бетонників Кам'янець-Подільського будівельно-монтажного управління «Цементбуд».

## Галерея

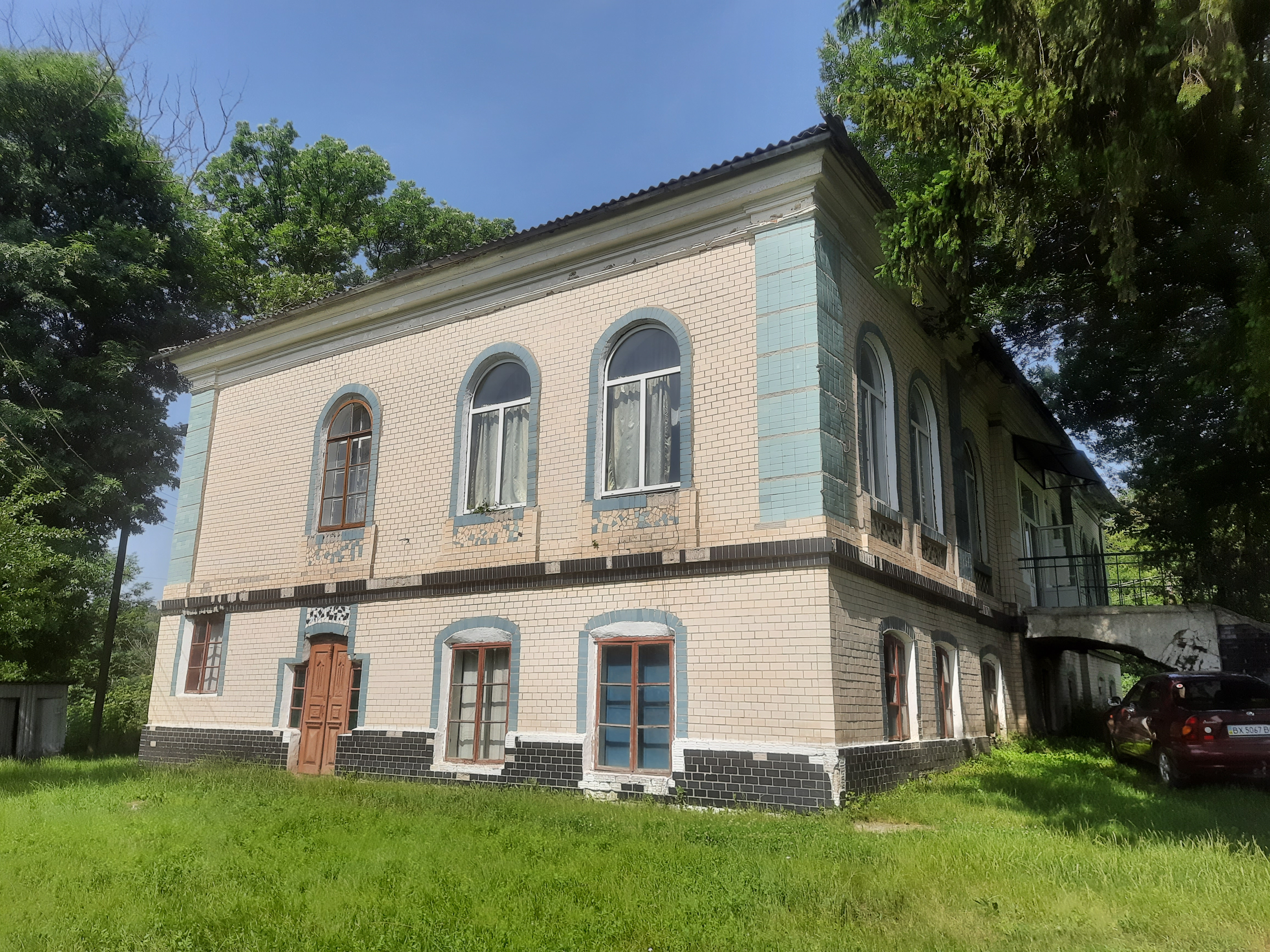
Колишній маєток Підвисоцьких
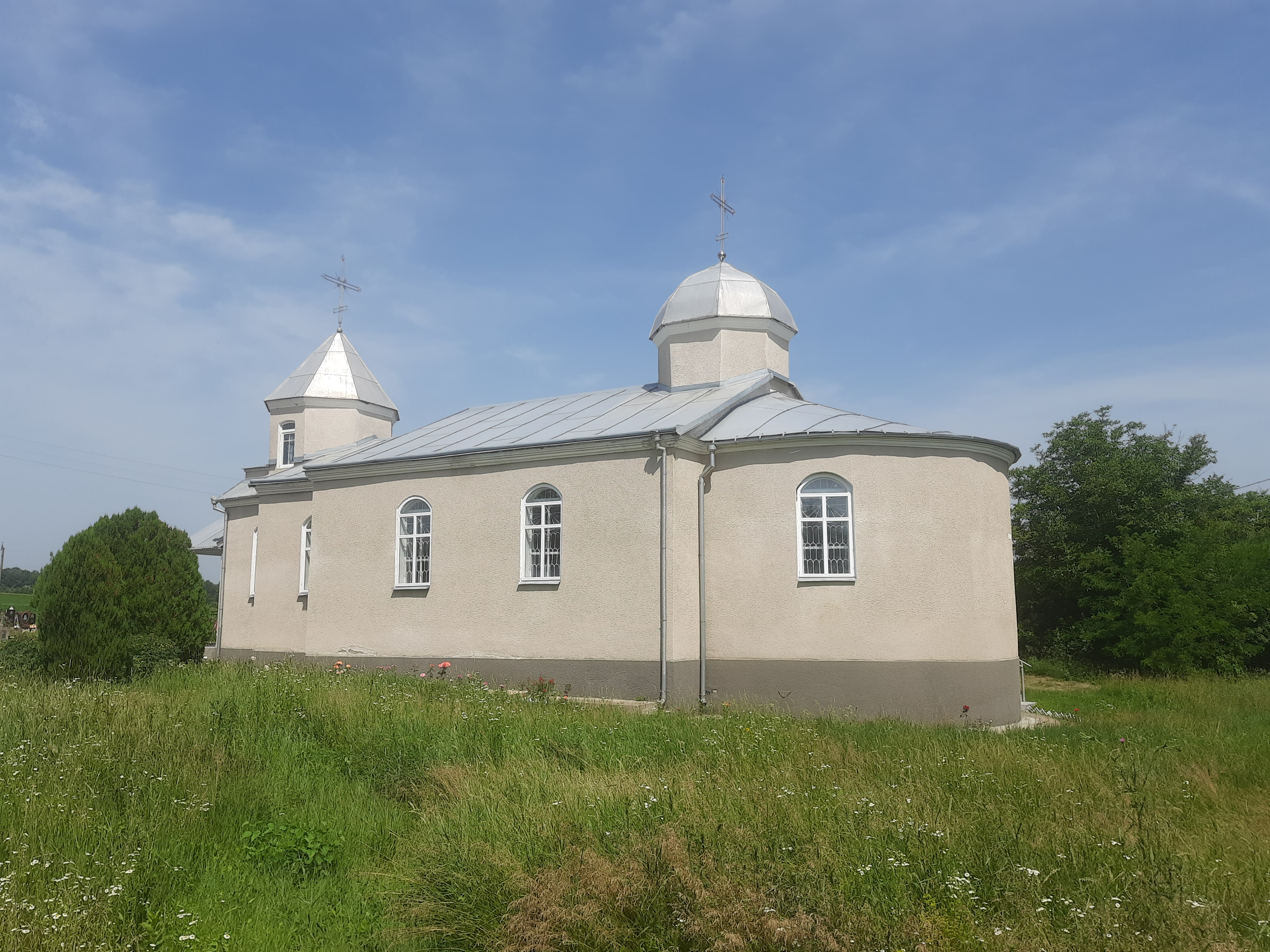
Петропавлівська церква
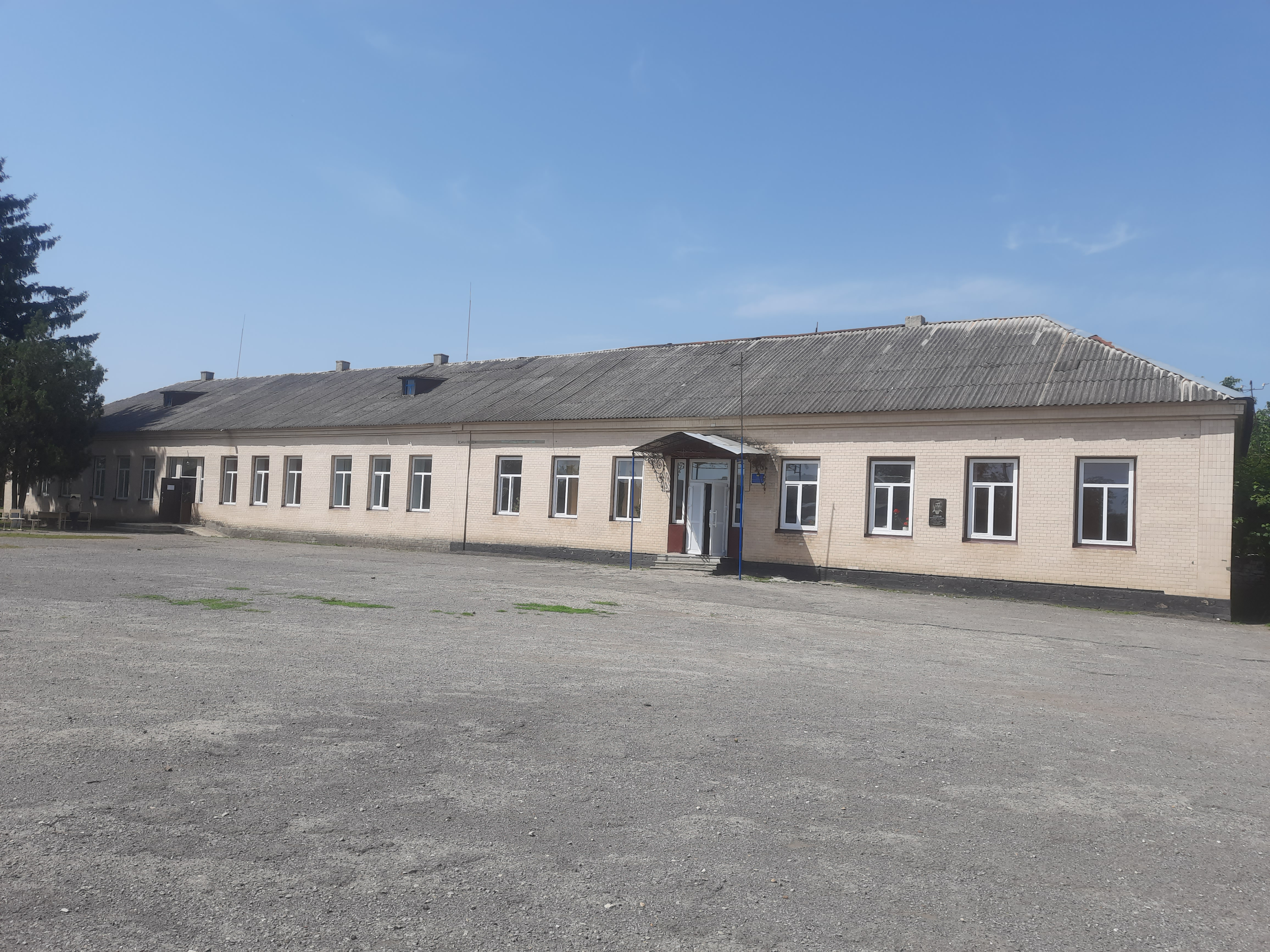
Школа
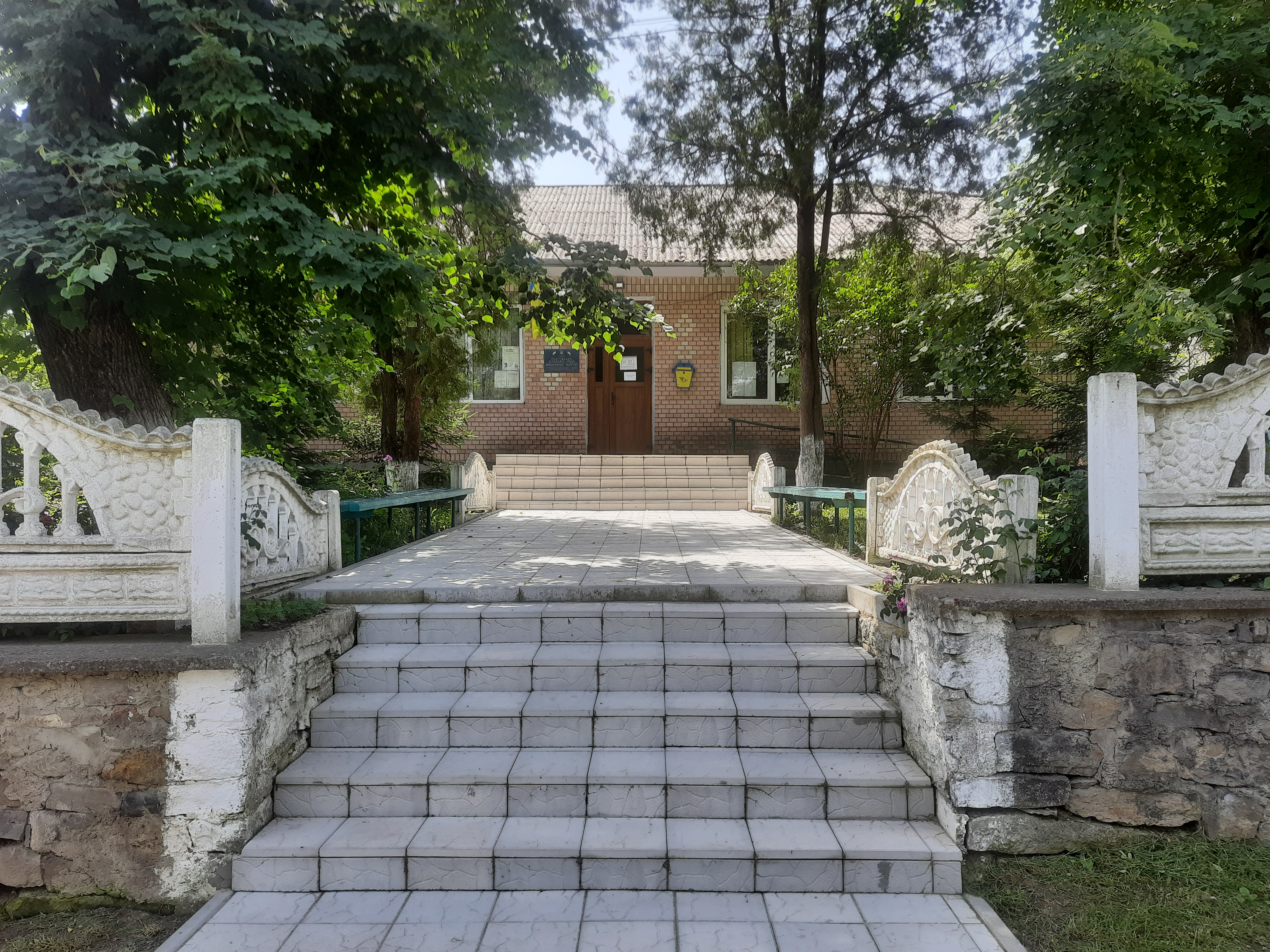
Старостат